# (32202) 2000 OA3
2000 OA3 (asteroide 32202) é um asteroide da cintura principal. Possui uma excentricidade de 0.04720030 e uma inclinação de 4.45982º.
Este asteroide foi descoberto no dia 29 de julho de 2000 por John Broughton em Reedy Creek.